# Matazonellus turquinensis
Matazonellus turquinensis is een pissebed uit de familie Scleropactidae. De wetenschappelijke naam van de soort is voor het eerst geldig gepubliceerd in 1996 door Juarreo deVarona & de Armas.